# Langemark-Poelkapelle

Langemark-Poelkapelle

Langemark-Poelkapelle é um município belga localizado na província de Flandres Ocidental. O município compreende as vilas de Bikschote, Langemark e Poelkapelle. Em 1 de Janeiro de 2006, o município de  Langemark-Poelkapelle tinha uma população de 7.780 habitantes, uma área de  52.53 km² a que corresponde a uma densidade populacional de 148 habitantes por km².

## História militar
- Ver Langemark